# Šfar'am
Šfar'am (v transliteraci z hebrejštiny), Šafa 'Amr (v transliteraci z arabštiny), (hebrejsky שְׁפַרְעָם‎, arabsky شفا عمرو‎ , v oficiálním přepisu do angličtiny Shefar'am, přepisováno též Shefa-'Amr nebo Shfar'am) je město v Izraeli, v Severním distriktu.

## Geografie

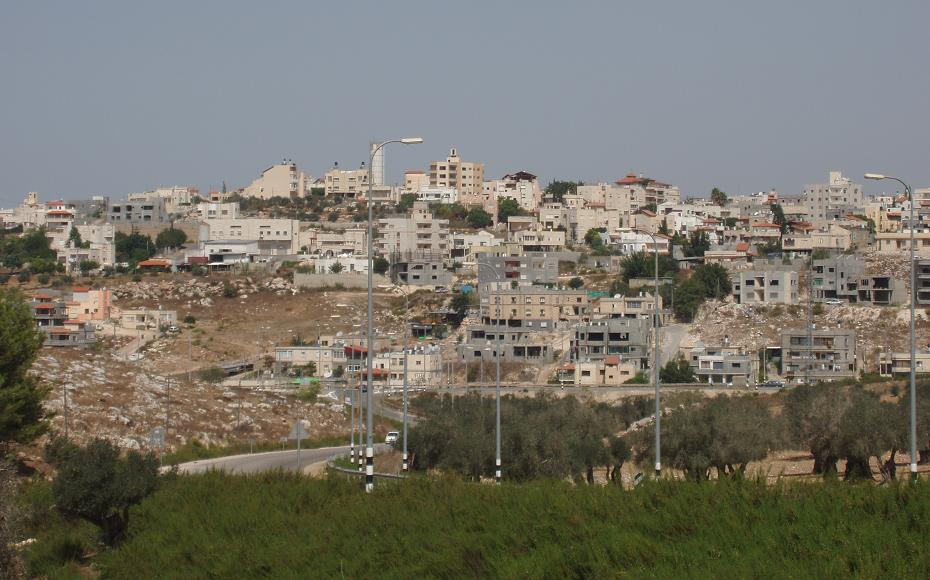
Celkový pohled na město Šfar'am

Leží v nadmořské výšce 70 m, na pahorcích na západním okraji Dolní Galileje. Jižně od města se zvedá vrch Har Charbi, na severovýchodním okraji je to Har Šifron. Na východ od města se terén postupně zvedá k hoře Har Chanaton.
Město leží přibližně 12 km od Haifského zálivu, 90 km severovýchodně od centra Tel Avivu a 16 km východně od centra Haify, v hustě zalidněném pásu. Osídlení v tomto regionu je smíšené. Vlastní město Šfar'am je osídlen izraelskými Araby, stejně jako mnohá další města a vesnice v okolí. Na západ od Šfar'amu začíná oblast s etnickou převahou Židů při pobřeží Haifského zálivu (aglomerace měst Krajot.
Šfar'am je na dopravní síť napojen pomocí dálnice číslo 79.

## Dějiny

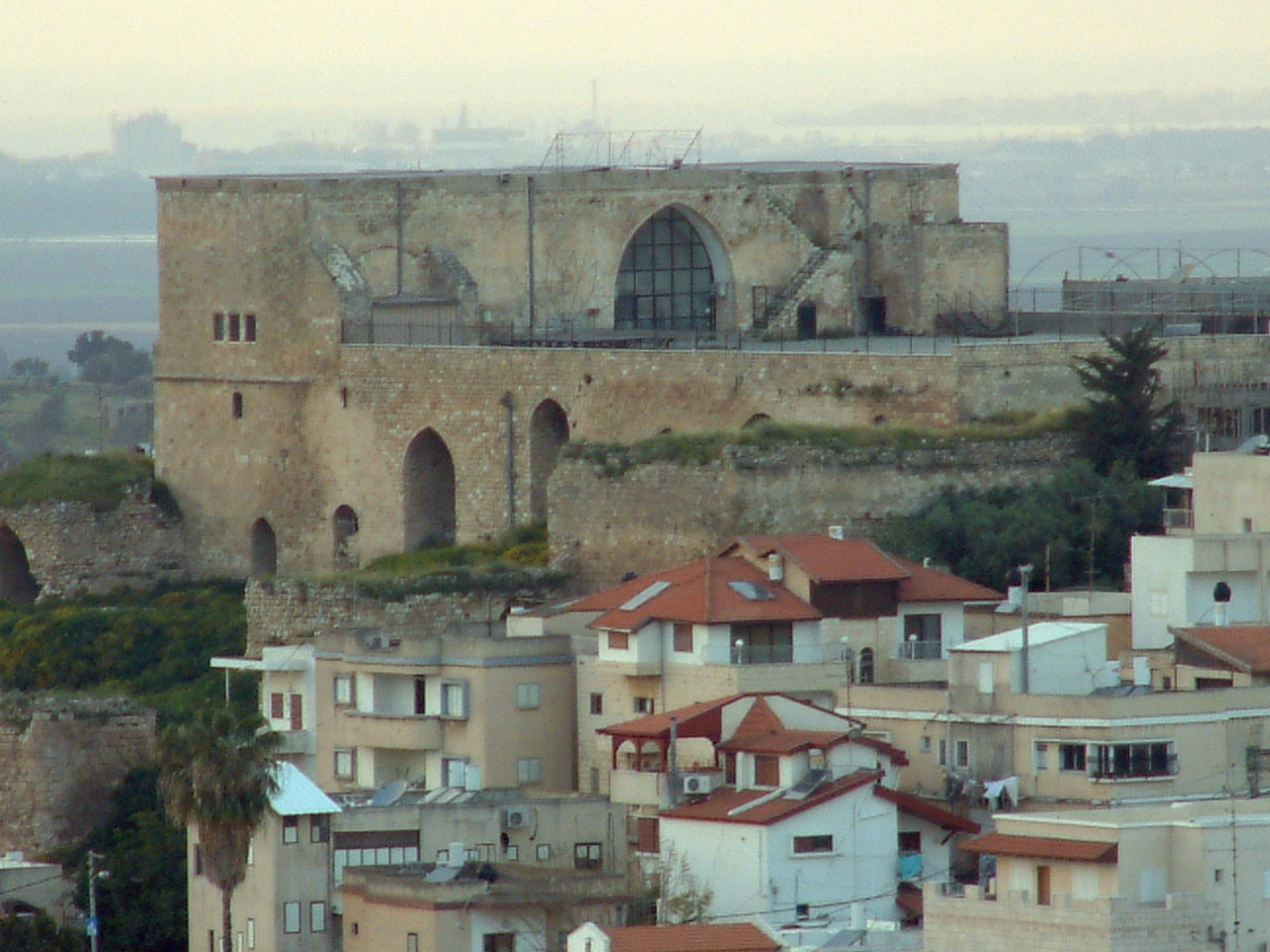
Středověká pevnost v Šfar'amu

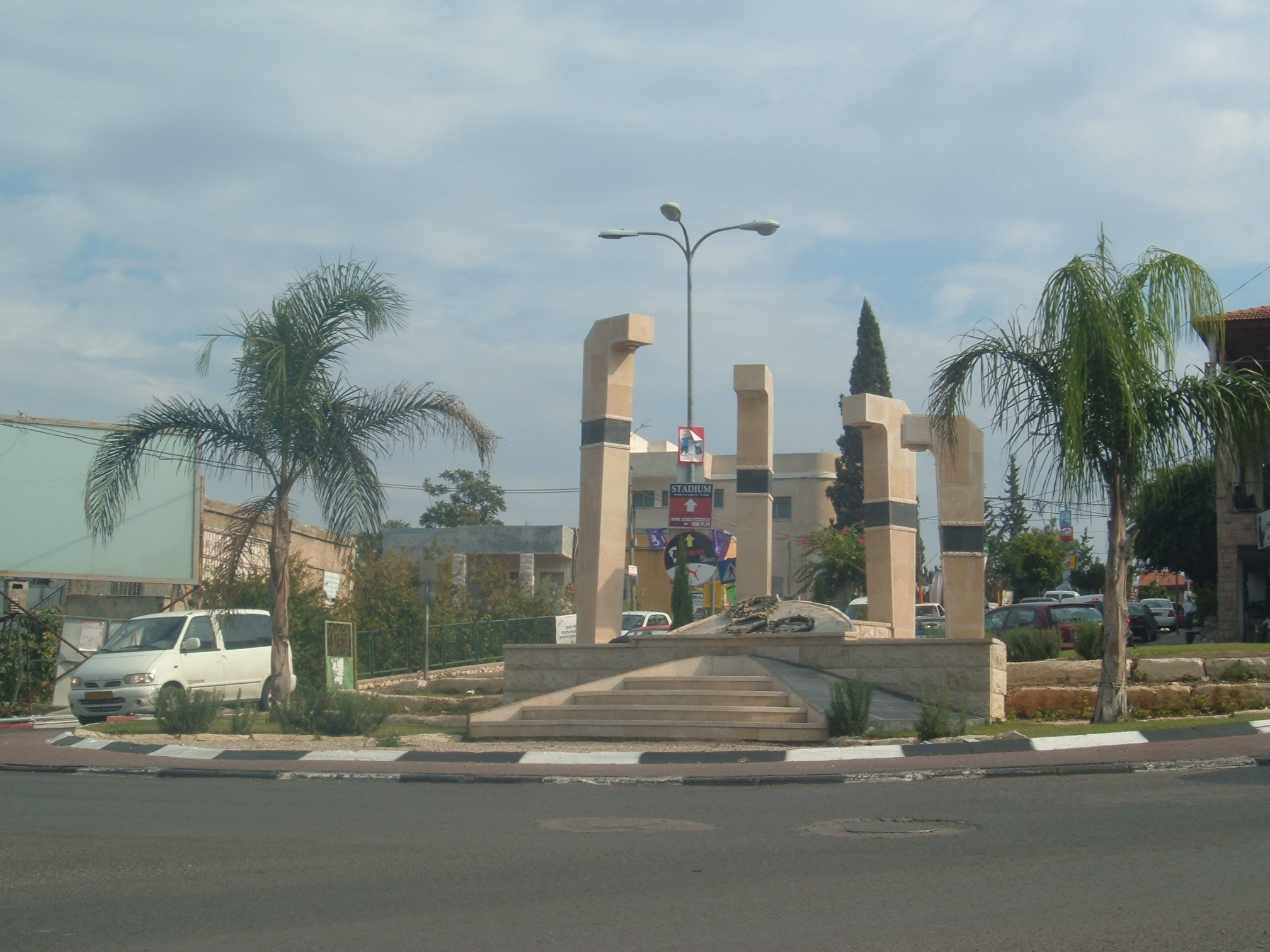
Náměstí v centru Šfar'amu

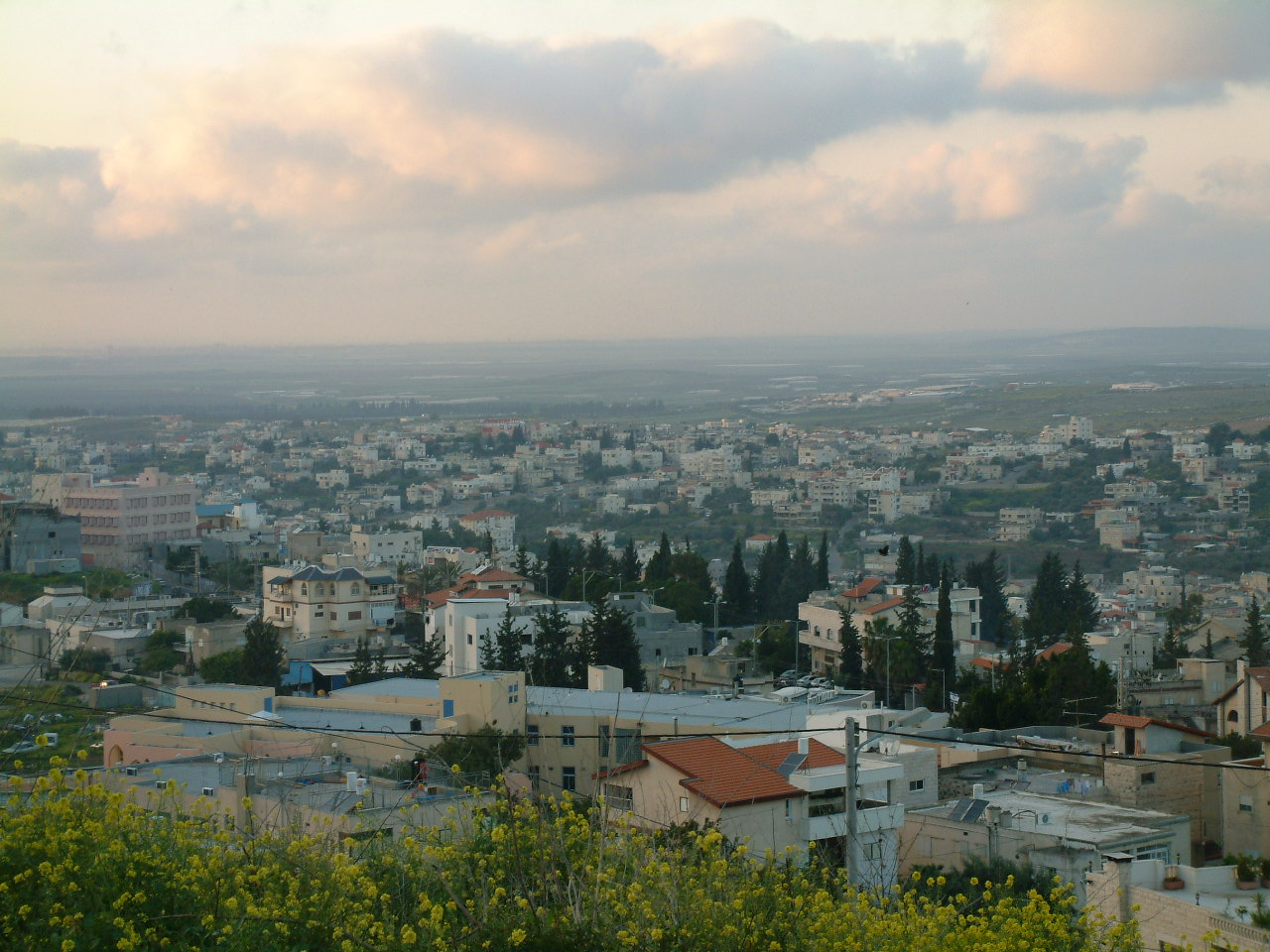
Celkový pohled na město Šfar'am

Šfar'am patří k největším arabským sídlům v Galileji. Status města získal už v tureckém období a po vzniku státu Izrael roku 1948 šlo o jedno z pouhých dvou arabských měst v Izraeli (druhým byl Nazaret). Ve starověku šlo o židovské sídlo zmiňované v mišně a Talmudu. Později osídleno Araby. Původní hebrejské jméno obce bylo odvozeno od slov šofar (beraní roh) a am (národ). V období křížových výprav v Šfar'amu stál hrad Le Saffran. V 15. století se tu usadili i sefardští Židé. Roku 1525 se tu uvádějí tři židovské rodiny, do deseti let jejich počet stoupl na deset. V 17. století si zde postavili synagogu. Židovský cestovatel z Evropy David d'Beth Hillel zde v 19. století uvádí mezi obyvateli i přibližně dvacet židovských rodin, kterým tu sloužila jedna synagoga. Francouzský cestovatel Victor Guérin popisuje koncem 19. století místní populaci následovně: 1500 křesťanů, 400 muslimů, 300 Drúzů a asi 80 Židů. Celkem tu žilo přibližně 2500 lidí. Poslední Židé se z města vystěhovali roku 1920.
Během První arabsko-izraelské války v červenci 1948 bylo město v rámci operace Dekel dobyto izraelskou armádou. Na rozdíl od mnoha jiných arabských sídel v Galileji nebylo Šfar'am vysídleno a zachovalo si svůj arabský ráz i ve státě Izrael. Ve městě funguje třicet mateřských škol, devět základních a šest středních škol. Dále je tu odborné učiliště. Mezi turistické pamětihodnosti patří turecká citadela, některé staré mešity a kostely a drúzské i židovské památky.
V srpnu 2005 zaútočil na arabské pasažéry v autobusu ve městě Šfar'am voják izraelské armády, který měl napojení na židovské extrémisty. Zastřelil čtyři obyvatele. Pak byl ubit.

## Demografie
Šfar'am je etnicky arabské město. Podle údajů z roku 2009 tvořili naprostou většinu obyvatel izraelští Arabové - cca 35 900 osob.
Jde o středně velkou obec městského typu (byť zástavba má zejména na okrajích obce rozvolněný a spíše venkovský ráz) s dlouhodobě rostoucí populací. K 31. prosinci 2014 zde žilo 39 200 lidí. 55 % obyvatel tvoří arabští muslimové, 28 % arabští křesťané a 17 % arabsky mluvící izraelští Drúzové.
| Rok  | Obyvatelé |
| ---- | --------- |
| 1950 | 3 900     |
| 1951 | 4 450     |
| 1952 | 4 690     |
| 1953 | 4 930     |
| 1954 | 5 150     |
| 1955 | 5 400     |
| 1956 | 5 650     |
| 1957 | 6 050     |
| 1958 | 6 350     |
| 1959 | 6 700     |
| 1960 | 7 100     |
| 1961 | 7 350     |

| Rok  | Obyvatelé |
| ---- | --------- |
| 1962 | 7 650     |
| 1963 | 8 050     |
| 1964 | 8 400     |
| 1965 | 8 800     |
| 1966 | 9 200     |
| 1967 | 9 600     |
| 1968 | 10 000    |
| 1969 | 10 500    |
| 1970 | 11 000    |
| 1971 | 11 500    |
| 1972 | 11 800    |
| 1973 | 12 500    |

| Rok  | Obyvatelé |
| ---- | --------- |
| 1974 | 12 700    |
| 1975 | 13 200    |
| 1976 | 13 800    |
| 1977 | 14 200    |
| 1978 | 14 800    |
| 1979 | 15 200    |
| 1980 | 15 700    |
| 1981 | 16 200    |
| 1982 | 16 800    |
| 1983 | 16 900    |
| 1984 | 17 900    |
| 1985 | 18 300    |

| Rok  | Obyvatelé |
| ---- | --------- |
| 1986 | 18 900    |
| 1987 | 19 400    |
| 1988 | 19 900    |
| 1989 | 20 400    |
| 1990 | 20 900    |
| 1991 | 21 400    |
| 1992 | 22 100    |
| 1993 | 22 800    |
| 1994 | 23 500    |
| 1995 | 24 526    |
| 1996 | 25 384    |
| 1997 | 26 111    |

| Rok  | Obyvatelé |
| ---- | --------- |
| 1998 | 26 838    |
| 1999 | 27 700    |
| 2000 | 28 592    |
| 2001 | 29 501    |
| 2002 | 30 300    |
| 2003 | 31 200    |
| 2004 | 32 000    |
| 2005 | 32 800    |
| 2006 | 33 500    |
| 2007 | 34 100    |
| 2008 | 35 700    |
| 2009 | 36 200    |

| Rok  | Obyvatelé |
| ---- | --------- |
| 2010 | 36 900    |
| 2011 | 37 700    |
| 2012 | 38 300    |
| 2013 | 38 700    |
| 2014 | 39 200    |
| 2015 | 40 000    |
| 2016 | 40 500    |
| 2017 | 41 000    |
| 2018 | 41 600    |